# Maurizio Vitale

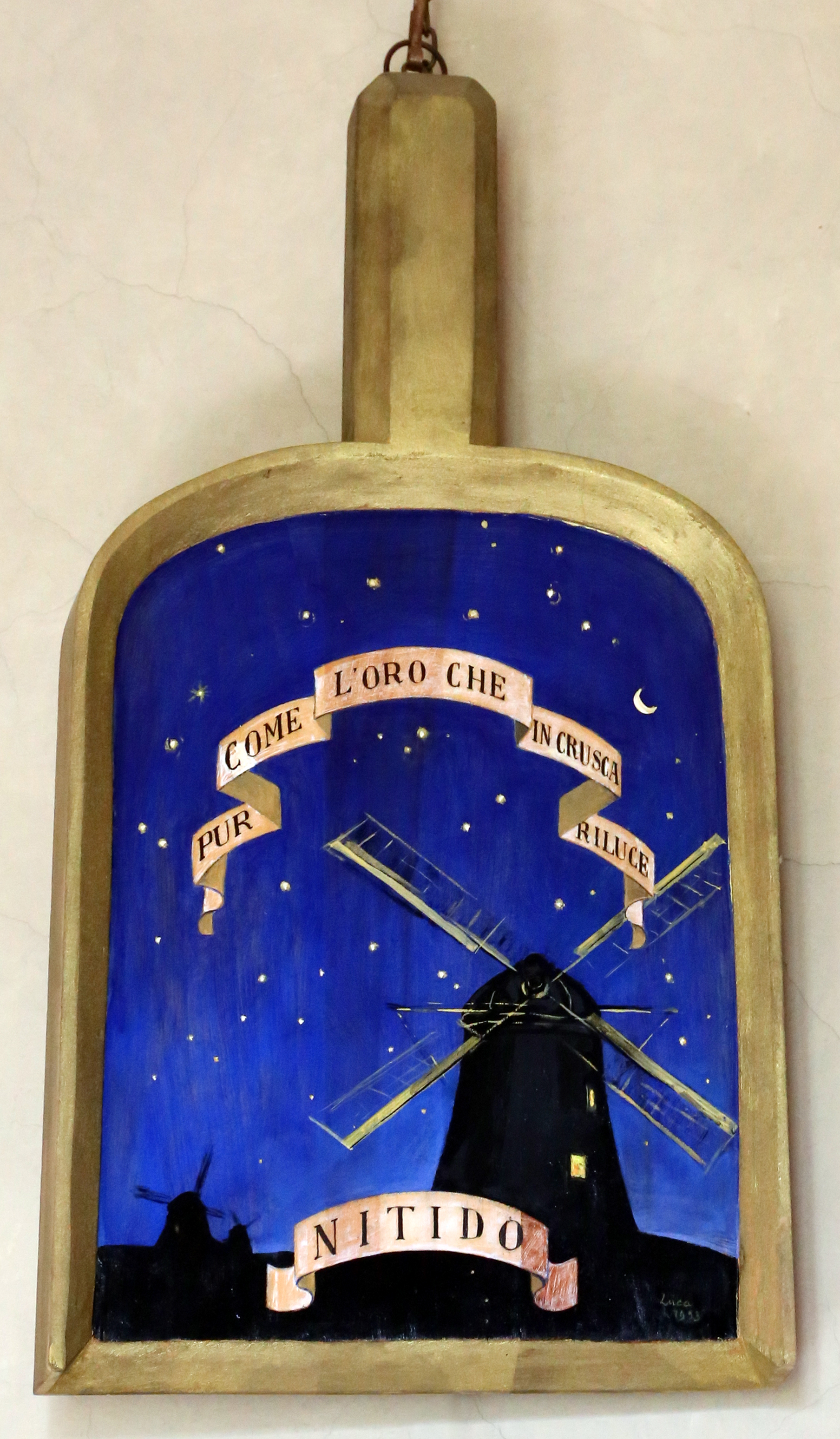
Pala di Maurizio Vitale (Nitido) all'Accademia della Crusca

Maurizio Vitale (Milano, 7 agosto 1922 – Milano, 20 ottobre 2021) è stato un filologo italiano.

## Biografia
Figlio di emigrati di Ceglie Messapica, allievo di Antonio Viscardi, fu professore emerito dell’Università degli Studi di Milano, dopo aver insegnato storia della lingua italiana ed essere stato a lungo direttore dell’Istituto di Filologia Moderna nell’ateneo milanese. Diresse per dieci anni gli Annali della Facoltà di Lettere milanese “Acme”; dal 1956 al 1976 i classici italiani della casa editrice Rizzoli e sino al 1995 la collana Letteratura e linguistica dell’editore Morano di Napoli; diresse poi la collana Linguistica e critica letteraria dell’editore Cesati di Firenze.
Medaglia d’oro per i benemeriti della cultura e dell’arte, fu insignito del Premio Feltrinelli dell'Accademia dei Lincei per la storia della lingua italiana nel 1987, nonché del premio internazionale “Gerolamo Cardano” del Rotary Club di Pavia nel 1998.
Fu socio nazionale dell’Accademia dei Lincei; accademico emerito dell’Accademia della Crusca; socio nazionale dell’Accademia Virgiliana, dell’Accademia dell’Arcadia, dell’Accademia di Archeologia, Lettere e belle Arti di Napoli; membro effettivo dell’Istituto Lombardo Accademia di Scienze e Lettere; socio corrispondente non residente dell’Istituto Veneto di Scienze, Lettere ed Arti; socio corrispondente dell’Accademia Petrarca di Lettere Arti e Scienze di Arezzo; accademico della classe di Italianistica dell’Accademia Ambrosiana; membro del Consiglio del Centro Nazionale di Studi Manzoniani; socio della Commissione per i testi di lingua di Bologna; membro effettivo del Centro di studi Muratoriani di Modena; socio onorario dell’Associazione per la storia della lingua italiana; membro onorario dell’Istituto di Studi Superiori dell’Insubria “Gerolamo Cardano”; membro della Società italiana di Glottologia; socio della Società di linguistica italiana.
Egli fu, insieme a Francesco Di Donato, l'ideatore della Legge Bacchelli.

## Opere

### Pubblicazioni
- La lingua volgare della cancelleria visconteo-sforzesca nel Quattrocento, Milano, Istituto Editoriale Cisalpino, 1953
- La questione della lingua, Palermo, Palumbo, 1960; II edizione 1984
- L’oro nella lingua. Contributi per una storia del tradizionalismo e del purismo italiano, Milano-Napoli, Ricciardi, 1986
- La lingua del Manzoni, Milano, Cisalpino, 1986; II edizione 1992
- La veneranda favella, Napoli, Morano, 1988
- La lingua della prosa di G. Leopardi: le “Operette morali”, Firenze, La Nuova Italia, 1992
- Studi di storia della lingua italiana, Milano, LED, 1992
- La lingua del canzoniere di F. Petrarca, Padova, Antenore, 1996
- Sul fiume reale. Tradizione e modernità nella lingua del “Mulino del Po” di R. Bacchelli, Firenze, La Nuova Italia, 1999
- La riscrittura del “Decameron”. I mutamenti linguistici, Venezia, Istituto Veneto, 2002
- Divagazioni linguistiche dal Trecento al Novecento, Firenze, Cesati, 2006
- L’officina linguistica del Tasso epico. La «Gerusalemme liberata», Milano, LED, 2007, 2 voll.
- L’Omerida italico: Gian Giorgio Trissino. Appunti sulla lingua dell’ “Italia liberata da’ Goti”, Venezia, Istituto Veneto, 2010
- Lingua padana e koinè cortigiana nella prima edizione dell'Orlando Furioso , Roma, Accademia dei Lincei 2012
- La «Dizione» formale dell’«Italo Cigno». Notazioni di stile e di lingua nella poesia e nella prosa di Giuseppe Parini, Milano, Istituto Lombardo di Scienze e Lettere, 2014
- L’«Autodidascalo» scrittore. La lingua della Scienza nuova di Giambattista Vico, Roma, Edizioni di Storia e Letteratura, 2016

### Curatele con introduzione e commento
- Poeti della prima scuola, Arona, 1951
- Rimatori comico-realistici del Due e Trecento, Torino 1956
- Antonino Mirello Mora, Discorsi della lingua volgare, Palermo, Biblioteca del Centro di studi filologici e linguistici Siciliani, 1986
- A. Manzoni, Scritti linguistici, Torino, 1990

Inoltre ha curato, in collaborazione con A. Stella, in edizione critica, gli Scritti editi ed inediti di A. Manzoni per l’Edizione Nazionale delle Opere, a cura della Casa del Manzoni, Milano, 2000, 3 voll.